# سیارک ۱۶۳۶۲۶
سیارک ۱۶۳۶۲۶ (به انگلیسی: 163626 Glatfelter، نامگذاری:2002UV) صد و شصت و سه هزار و ششصد و بیست و ششمین سیارک کشف شده‌است که در ۲۷ اکتبر ۲۰۰۲ کشف شد.